# Thomas Laurent
Thomas Laurent, född den 5 april 1998 i La Roche-sur-Yon är en fransk racerförare.